# Rhamphosuchus crassidens
Rhamphosuchus crassidens è un rettile estinto, appartenente ai coccodrilli. Visse nel Pliocene inferiore (circa 5 milioni di anni fa) e i suoi resti fossili sono stati ritrovati in India e in Pakistan. È considerato uno dei più grandi coccodrilli esistiti e possedeva uno dei morsi più potenti mai esistiti in natura.

## Descrizione
Questo animale è noto solo per frammenti, tra cui parte di una mascella e parte di una mandibola, che hanno portato alcuni paleontologi a ritenere che Rhamphosuchus potesse raggiungere una lunghezza di 15 - 18 metri. Stime più recenti hanno suggerito che questo animale poteva essere lungo 8 - 11 metri, e quindi potrebbe non essere il più grande coccodrillo noto (Head, 2001). Altri coccodrilli estinti, come Deinosuchus, Purussaurus, Mourasuchus e Gryposuchus, potrebbero essere stati di dimensioni simili.

## Classificazione
Descritto per la prima volta da Richard Lydekker nel 1886, Rhamphosuchus è stato tradizionalmente considerato uno stretto parente dell'attuale gaviale del Gange. Ulteriori studi hanno messo in luce invece parentele con il falso gaviale (Tomistoma schlegelii), nella sottofamiglia dei tomistomini.

## Paleoecologia
Studi compiuti sulla morfologia di Rhamphosuchus indicano che questo animale doveva avere una dieta più generalizzata rispetto agli altri tomistomini, più specializzati in una dieta a base di pesce (Head, 2001).
Il morso di questo animale era, insieme a quello degli altri crocodilomorfi, il più potente nel regno animale. Le mascelle si chiudevano a diverse centinaia di chilometri orari. Le stime per un comune esemplare adulto riportano una forza mascellare di 181.000 - 235.000 N e una pressione esercitata dell'ordine di 2 200 kg/cm2, due volte superiore a quella sul fondo della fossa delle Marianne. I maschi più grandi probabilmente erano in grado di esercitare pressioni molto maggiori, finanche il doppio di queste stime, come si vede ad esempio nell'alligatore Purussaurus. Per stabilire un confronto, il morso del tirannosauro raggiungeva i 64.000 N, circa quattro volte più potente dell'attuale coccodrillo marino, mentre il colossale squalo megalodonte si "fermava" a circa 100.000 N.